# 23814 Бетанілінне
23814 Бетанілінне (23814 Bethanylynne) — астероїд головного поясу, відкритий 17 серпня 1998 року.
Тіссеранів параметр щодо Юпітера — 3,329.